# 2010 en Gambie
Cet article présente les faits marquants de l'année 2010 en Gambie.

## Évènements
- Mardi 2 mars 2010 : début d'une importante série d'arrestations liée au démantèlement d'un trafic de drogue : le chef de la police et de son adjoint, le chef de la marine, le chef adjoint de l'armée ainsi que le responsable de l'agence de lutte contre la drogue et son adjoint sont arrêtés.

- Samedi 6 mars 2010 : onze hauts responsables de l'armée, de la police et de l'agence de lutte contre la drogue ainsi que l'ancien ministre de la Pêche, Antouman Saho, limogé en février, ont été arrêtés en Gambie lors d'un vaste coup de filet lié probablement au trafic de drogue. Le  président Yahya Jammeh déclare : « Ceux qui sont dans des positions élevées dans le domaine de la sécurité ne doivent pas être impliqués dans le trafic de drogue. Je fais serment que ce pays ne sera jamais un narco-État ».

- Jeudi 18 mars 2010 : le ministère de la Justice annonce que 10 Gambiens, dont l'ancien chef du personnel des forces armées, sont inculpés de « trahison », accusés d'avoir tenté de renverser l'an dernier le président Yahya Jammeh.

- Jeudi 15 juillet 2010 : l'ex-chef de l'armée gambienne et 7 autres personnes, dont de hauts responsables militaires et des hommes d'affaires, accusés d'avoir tenté de renverser en 2009 le président Yahya Jammeh, sont condamnés à mort. Petit pays enclavé dans le Sénégal, son régime est régulièrement critiqué pour ses violations des droits de l'homme et accusé d'entretenir un climat de terreur.

- Mercredi 20 octobre 2010 : les inondations dues aux pluies diluviennes de ces derniers mois ont fait 12 morts.

- Lundi 22 novembre 2010 : le ministère des Affaires étrangères a annoncé la rupture de toutes ses relations avec le gouvernement de la République islamique d'Iran, l'annulation de « tous les projets et programmes existants » et ordonné aux représentants iraniens de quitter le pays sous 48 heures. Cette initiative serait liée à l'interception en octobre au Nigeria d'un bateau transportant une cargaison de roquettes et de diverses armes  en provenance d'Iran et dont les carnets de navigation leur ont donné à penser que ces armes étaient destinées au territoire gambien. L'enquête sur cette cargaison d'armes se concentre sur deux Iraniens soupçonnés d'être des membres importants des Gardiens de la révolution, une unité d'élite du régime[1].